# Damrongia lacunosa
Damrongia lacunosa là một loài thực vật có hoa trong họ Tai voi (Gesneriaceae). Loài này có trong khu vực Malaysia bán đảo và miền nam Thái Lan; được Joseph Dalton Hooker mô tả khoa học đầu tiên năm 1892 dưới danh pháp Didymocarpus lacunosus. Năm 1965 Brian Laurence Burtt chuyển nó sang chi Chirita với danh pháp Chirita lacunosa. Năm 2011, D.J.Middleton & A.Weber chuyển nó sang chi Damrongia.